# В тени молчаливого большинства
В тени молчаливого большинства, или конец социального (фр. A l’ombre des majorités silencieuses, ou la fin du social) — социально-философское сочинение Жана Бодрийяра, написанное в 1982 году, в котором автор ставит под вопрос само существование социального, предпринимает попытку деконструировать социологию как таковую, различные социологические и просто «очевидные» понятия, а также, в рамках своей собственной теории, дает характеристику основным чертам современности, таким как появившееся «молчаливое большинство» (чёрная дыра масс), конформизм, трансформировавшийся в гиперконформизм, схлопывание «социального тела», терроризм, наступление эпохи симуляции и гиперреальности.

## Основные положения
1. Масса не обладает ни атрибутом, ни предикатом, ни качеством, ни референцией. Именно в этом состоит её определённость, или радикальная неопределённость. Она не имеет социологической реальности. «Молчаливое большинство (каковым являются массы) — референт мнимый. Это не значит, что оно не существует. Это значит, что оно не может иметь какой-либо репрезентации. Массы не являются референтом, поскольку уже не принадлежат порядку представления»;
2. Массы «не выражают себя — их зондируют. Они не рефлектируют — их подвергают тестированию. Политический референт уступил место референдуму (организатор постоянного, никогда не прекращающегося референдума — средства массовой информации). Однако зондирования, тесты, референдум, средства массовой информации выступают в качестве механизмов, которые действуют уже в плане симуляции, а не репрезентации. И ориентированы они уже на модель, а не на референт»;
3. Массы все воздействие социального и политического поглощают и нейтрализуют безвозвратно. Таким образом, умирает социальное, а вместе с ним и социальные науки. Массы не являются субъектом истории, потому что не способны представлять себя в политическом. Любая репрезентация масс есть симулякр. Вместе с тем массы не являются объектом истории, потому как поглощают социальное и политическое процессами гиперконформизма, молчания и равнодушия к ним;
4. Сами массы превратились в публику, которую интересуют только зрелища, а именно так воспринимается важные политические события в стране. Они полностью уходят в мир частной жизни. Родственный феномен, близкий по цели с массами, — это терроризм, который, как и массы уничтожает социальное.

## Появление «молчаливого большинства» и гегемония смысла по Бодрийяру
Появление молчаливого большинства (массы), по Бодрийяру, нужно рассматривать в рамках целостного процесса исторического сопротивления социальному. Ошибочно считать массы некоей сущностью, массы — это тень, отбрасываемая властью. Массы — это бездна, постепенно поглощающая власть.
Гегемония смысла несёт в себе террор схематизации, от которого и пытаются уклониться массы, превращаясь в конечном счёте в некое подобие чёрной дыры, безжалостно отклоняющей и искривляющей все излучения, все потоки, направленный к ней. Сила поглощения, нейтрализации и рассеивания до превращения в ничто всего, что к ней направлено, превосходит сейчас все остальные силы. Например, массы никогда не принимали идею бога, но лишь его образ, и такая судьба ждала все остальные схемы разума.
Вместе со смыслом исчезает и информация, поэтому все призывы, основанные на "здравомыслии, к более полному информированию масс, к повышению их культурного уровня, к обеспечению полноценной социализации — бесполезны, ибо за всем этим массы чувствуют давление, которому и противопоставляют стратегию рассеивания смысла и потребления только зрелищ и знаков вместо смысла.
Уклоняются массы от революционных идеалов, как и от социальной активности не по причине того, что они дезориентированы ловкой пропагандой со стороны власти. Безразличие — это сущность масс, это их единственная практика. Массы характеризует не негативность и взрыв, но поглощение и имплозия.
Ранее, когда властные механизмы были централизованы и бюрократизированы, пассивность масс приветствовалась властью и поддерживалось ею. Но теперь безразличие и пассивность масс предвещает крах власти, поэтому наблюдается трансформация её установок — подталкивание к участию в управлении, к активности, призывы высказываться, говорить, дискутировать, массам навязывают социальность, участие в профсоюзных и прочих движениях и т. п., но эволюция социального сменилась инволюцией.
Поэтому сейчас с массой заигрывают, окружают её заботой, её исследуют, развертывают информационность, пытаясь реализовать обратную связь, но эффект — обратный. Информация, которую пытаются ввести в массы с целью трансформировать массы в энергию для построения «социального», лишь осуществляет дальнейшее производство массы, все более ослабляя «поле социальности.» Неистовство царствующих сейчас массмедиа и информации разрушает социальное, социальная энергия масс погасла.
Со смыслом дело обстоит также, как с товаром. Ранее капитал был озабочен только производством, так как с потребление проблем не возникало, сейчас нужно производить и спрос, и потребителей, и их потребности. Производство спроса и производство социального во многом — одно и то же.
Также и смыслом. Ранее и власть, и революционеры пытались наращивать производство смысла. Сегодня главная проблема системы — это производство смысла, без которого власть оказывается, по сути, простым симулякром, поэтому производство спроса на смысл неизмеримо важнее. Но в конце концов производство спроса на смысл станет неосуществимым. Ситуация похожа на игру двух сторон и пока нельзя сказать, кто одерживает в ней верх: симуляция, которую власть обрушивает на массы, или симуляция, которую массы в ответ обращают на власть.
Молчание масс — «это не молчание, которое не говорит, это молчание, которое накладывает запрет на то, чтобы о нём говорили от его имени.» Представителей у молчаливого большинства нет — «репрезентация расплачивается за своё прошлое господство».

## Прогресс и имплозия социального по Бодрийяру
Прогресс социального, по Бодрийяру, всегда имел обратную, теневую сторону. Полная победа социального и принятие его всеми — это иллюзия. Сопротивление ему прогрессировало более быстрыми темпами. Этапу открытой и грубой социализации соответствовало такое же открытое сопротивление, исходившее от дифференцированных структур, групп относительно немногочисленных. Сегодня социализации сопротивляются массы — многочисленные, инертные, безликие и бесструктурные, в чём и заключается их сила. Если при традиционном открытом сопротивлении, например, средствам массовой информации группа пытается интерпретировать сообщению по-своему, в соответствии с кодами группы, то массе не требуются ни кода, ни смыслы, они все превращают в зрелища. Наука, знание и техника существуют в качестве магических практик и потребляемых зрелищ.
В сфере экономики потребление также потеряло свой первоначальный смысл, оно стало служить лишь интересам статуса и престижа, превращаясь в симуляцию. «Объективный» императив потребностей и рациональность разрушаются массам, которые заявляют: «Вы хотите, чтобы мы потребляли. Ну что ж, мы будем потреблять всё больше и больше. Мы будем потреблять всё что угодно. Без всякой пользы и смысла».
Пародия на подчинение, разрушительные симуляция и гиперконформизм — вот черты современности. Массы выходят за рамки социального, играя по его же правилам, расшатывая его гиперсимуляцией; они всячески избегают смысла, идеологии, политики, истории и любой репрезентации, что означает крах не только власти, но и революции, крах всех надежд на освобождение. Сущность современности состоит в противостоянии молчаливого большинства навязываемой ему социальности.
Революционного взрыва не произойдет, напротив — имеет место «революция» имплозивная, инволюционная; последняя инертна и молчалива, она исключает сознательность, у неё нет смысла и ей нечего сказать.
Современная социальность основана на внедрении моделей и на убеждении/разубеждении, она уже не опирается на репрессии и закон. Поэтому этой неуловимой и гиперреальной социальности противостоит терроризм — близкий, как ни странно, массам феномен. «Современный терроризм держит под прицелом социальное в ответ на терроризм социального. И он держит под прицелом именно современное социальное: переплетение сфер, связей, центров и структур, сеть контроля и блокировки — всё то, что окружает нас со всех сторон и благодаря чему мы, все мы, оказываемся молчаливым большинством.» Терроризм отвечает гиперреальному социальному гиперреальным же действием, которое сразу попадает в пронизывающие все потоки средств массовой информации и гипноза.
Характер функционирования терроризма соответствует полной недифференцированностью системы, в которой уже давно не существует различия между целями и средствами, палачами и жертвами.
«Современные общества», в отличие от «примитивных» традиционных, строятся на основе экспансии, взрывных процессов, стремления к универсальности (рынка, закона, ценностей, стремления к завоеванию). Сегодня взрывное развитие идет такими высокими темпами, что развитие за счет «контролируемого взрыва» становится уже невозможным и общество начинает разрушаться имплозией, становящейся неизбежно и неконтролируемой (в отличие от «примитивных» сообществ, живущих за счет управляемой имплозией и центростремительной силой).
Ответ на вопрос о динамике социального (расширение или имплозия) зависит от того, как понимается социальность, но в любом случае этот ответ не может быть однозначным и окончательным.
Социальное, вероятно, складывается из абстрактных инстанций, возникающих на обломках предшествующих ритуальных обществ. Так как складывающиеся институции работают на эту "ненасытную абстракцию, " питающейся, возможно, самой сутью социального, то по мере развития институций социальное регресирует, а не совершенствуется. Появление СМИ и самой информации ускоряет эти противоречивые процессы.
Имеет место крайне противоречивая ситуация — СМИ и информация производят социальное, но одновременно разрушают его; массы, производимые социальным, поглощают его. Получается, что дефиниция социального не имеет референта, что этот термин ничего не обозначает и является результатом абстрагирования (гипостазирования), или же он является симуляцией, видимостью. Неопределённость заложена и в термине «социальные отношения», спорны также и попытки социологии представить социальное как нечто существовавшее всегда.
Социальное возможно лишь в централизованном пространстве перспективы, которое даёт смысл всему, что в нём оказывается. Но такое пространство является лишь одной из моделей симуляции, дающей место эффекту истины, немыслимой в других моделях. Но что, если это ловушка и все вещи никогда и не функционировали социально, приходя лишь в иррациональное, магическое, символическое и пр. движения, а машине всеохватывающей перспективы и истины чужда всякая целесообразность?

## Три гипотезы относительно социального
1. Социальное никогда не существовало.
Всегда имела место только симуляция социального, так как «социальные отношения» являются лишь продуктом дезинтеграции символического обмена.
2. Социальное существует, существовало и нарастает.
Социальность, расширяясь и торжествуя, пронизывает все, а все избежавшее её являет собой лишь остаток. Но что, если само социальное представляет собой остаток (безжизненные отложения) — заполонивший всё и получивший статус реальности остаток рассеивания символического порядка. Все больше погружаясь в социальное, мы все более погружаемся в пространство, заполненное мёртвым трудом, безжизненными и контролируемыми бюрократией связями, мёртвыми языками. Таким образом, социальное — это аккумуляция смерти. Поэтому неверно говорить, что социальное умирает. Усиление социального — это, по сути, усиление «рационального» управления остатками, осуществляемого смертью, нагромождений и расчётливого руководства, имеющего мало отношения к развитию и позитивной истории.
3. Социальное существовало раньше, но теперь его нет.
Пространству перспективы, в котором только и может существовать социальное, приходит конец. На смену ему пришло пространство симуляции — место смешения реального и моделей. Социальное имеет смысл лишь в пределах симулякров второго порядка, симулякры третьего порядка поглощают социальное, как и саму реальность. Реальное становится гиперреальным, то есть возведённым в ранг модели, на его производство усиленно работают СМИ и информация. Социальное же исчезает, будучи подвергнуто предельной инсценировке, вплоть до непристойности, чрезмерной гиперреализации и интенсификаци.
История социального остановлена знаками реального и революции, и она никогда не подойдет к последней. Например, понятие пролетариата заменилось пародийным дубликатом — «массой трудящихся». «Отныне ничто не добирается до конца своей истории, ибо ничто не в состоянии избежать этого захвата симулякрами.»
Таким образом, неясная и противоречивая, но возведённая в ранг прозрачности социальная «реальность» упраздняется своей собственной симуляцией.

## Издания
- Жан Бодрийар. В тени молчаливого большинства, или конец социального = A l’ombre des majorités silencieuses, ou la fin du social / Перевод с фр. Н. В. Суслова. — Екатеринбург: Издательство Уральского университета, 2000.